# واين هوكلي
واين هوكلي (بالإنجليزية: Wayne Hockley)‏ هو لاعب كرة قدم بريطاني في مركز الهجوم، ولد في 6 سبتمبر 1978 في Paignton ‏ في المملكة المتحدة. لعب مع نادي توركي يونايتد.

## وصلات خارجية
- واين هوكلي على موقع Soccerbase.com (لاعب) (الإنجليزية)